# Liliane Pierre-Paul
Liliane Pierre-Paul  (* 16. Juni 1953 in Petit-Goâve; † 31. Juli 2023 in Port-au-Prince) war eine haitianische Journalistin, die vor allem während der autokratischen und repressiven Regierungszeit von Jean-Claude Duvalier für ihr Eintreten für die Presse- und Meinungsfreiheit bekannt wurde.
Sie galt als Galionsfigur des Journalismus in Haiti und erhielt für ihre Arbeit internationale Anerkennung. Sie war Präsidentin des Verbands der haitianischen Medien (Association Nationale des Médias Haïtiens).

## Leben
Pierre-Paul wurde am 16. Juni 1953 in Petit-Goâve geboren.
Sie kam bereits in jungen Jahren zu der Überzeugung, dass die kommentierte Verbreitung von Informationen mittels geeigneter Medien einen hohen gesellschaftlichen Stellenwert hat. So widmete sie sich dem Journalismus, der mehr als ein Beruf zu ihrer lebenslangen Überzeugung wurde.
Sie arbeitete zunächst als Redakteurin bei Radio Haïti Inter. Ihre kritische Haltung gegenüber dem Duvalier-Regime zwang sie, im Jahr 1980 in ein sechsjähriges Exil zu gehen. Sie verbrachte die Zeit in Venezuela und Curaçao.
Im Jahr 1986 kehrte sie in ihr Heimatland zurück und gründete mit ihrem Freund Marvel Dandin und auch Sony Bastien am 7. Mai 1994 Radio Kiskeya. Dieser Sender wurde zu einer wichtigen Säule der Nachrichtenversorgung in Haiti. Er schaffte einen Raum, in dem sich abweichende Stimmen trotz Druck und Drohungen frei äußern konnten. Radio Kiskeya sendet in haitianisch-kreolischer Sprache. Diese von Pierre-Paul als Programmdirektorin und Vizepräsidentin entscheidend herbeigeführte Ausrichtung auf die breite Bevölkerung, die der französischen Sprache nicht mächtig ist, war für sie ein Zeichen zur Nähe mit den Menschen des Landes, nicht mit der politischen Führung. Ihr Gedanke war es, durch Hörfunksendungen in Kreol grundlegende Veränderungen herbeizuführen. Sie wollte dabei helfen, eine „revolutionäre Bewegung“ zu initiieren, die zur Aufklärung der ungebildeten Bürger führen würde. Ihr Ziel war es, das haitianische Volk mit Informationen darüber zu versorgen, was nicht nur in Haiti, sondern auch anderswo in der Welt vor sich ging. Da ihm die Nachrichten in seiner Sprache geliefert wurden, war das Volk informiert, auch wenn es zu dieser Zeit weder lesen noch schreiben konnte. Wegen dieser Haltung wurde sie stets zur Zielscheibe haitianischer Regierungen.
Bei der Rückkehr von Jean-Claude Duvalier aus dem Exil im Jahr 2011 war es Pierre-Paul, die sich eindrucksvoll dagegen wandte, den früheren Diktator (Baby Doc) in Haiti wieder „salonfähig “zu machen.
Pierre-Paul war verheiratet und hatte einen Sohn.

## Preise
- 1990: Courage in Journalism Award der International Women's Media Foundation[7]